# حارة وادي الاعناب (صنعاء)

تعديل مصدري - تعديل

حارة وادي الاعناب هي إحدى حارات حي معين بمديرية معين إحد مديريات العاصمة اليمنية صنعاء، بلغ تعداد سكانها 3320 نسمة حسب تعداد اليمن لعام 2004.